# Liste de ponts de Tarn-et-Garonne
Liste de ponts de Tarn-et-Garonne, non exhaustive, représentant les édifices présents et/ou historiques dans le département de Tarn-et-Garonne, en France.

## Ponts de longueur supérieure à 100 m
Les ouvrages de longueur totale supérieure à 100 m du département de Tarn-et-Garonne sont classés ci-après par gestionnaires de voies.

### Routes départementales

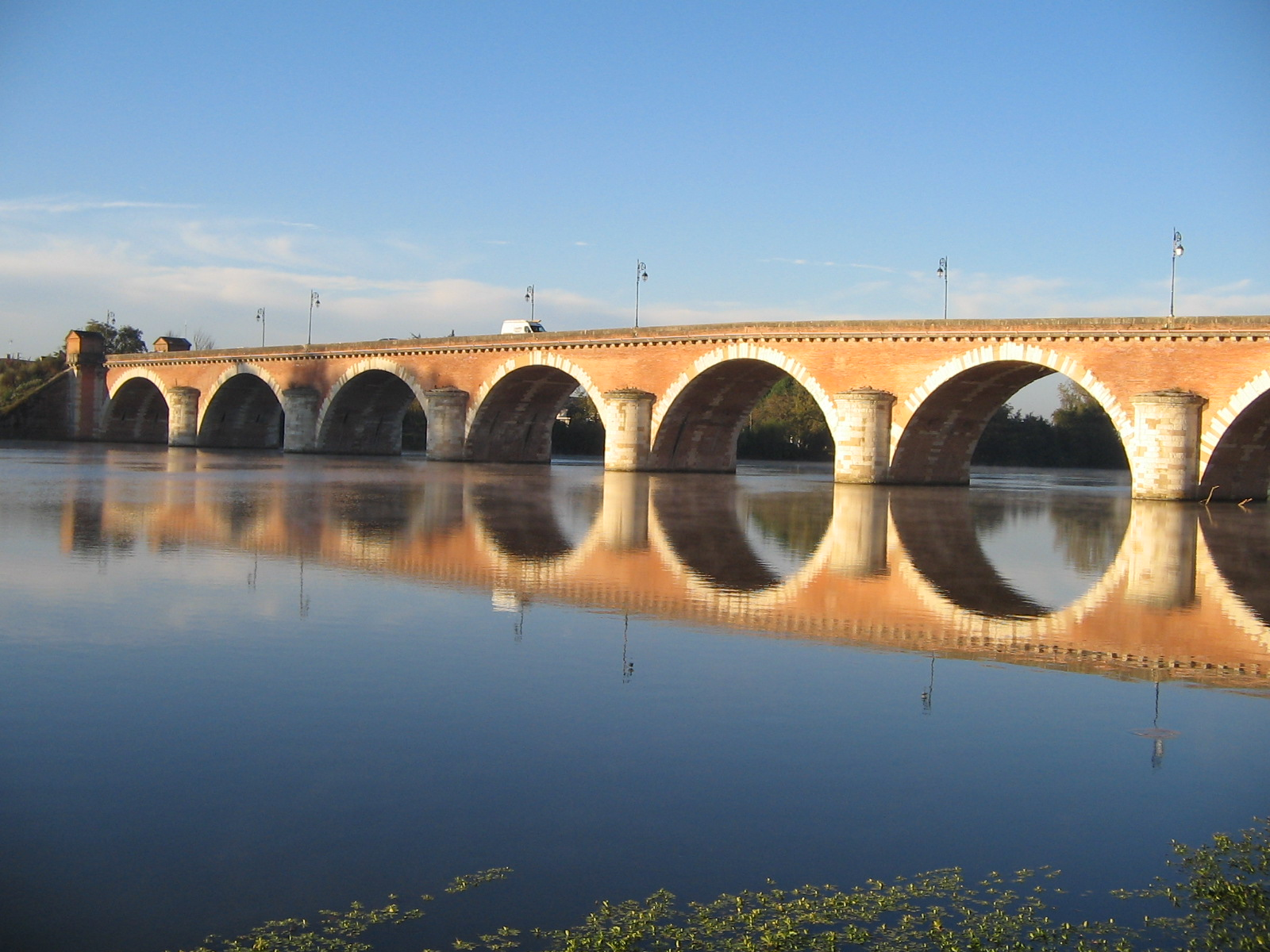
Le pont Napoléon de Moissac.

- Pont suspendu de Verdun-sur-Garonne pour la RD 6, inauguré en 2013, long de 164 m sur la Garonne.
- Pont suspendu de Lamagistère sur la Garonne pour la RD 30, construit en 1876, long de 120m[1].
- Pont Napoléon - Moissac - XIXe siècle pour la RD 813, long de 187 m.

## Ponts présentant un intérêt architectural ou historique
Les ponts de Tarn-et-Garonne classés ou inscrits à l’inventaire national des monuments historiques sont recensés ci-après.
- Pont suspendu de Bourret, pont suspendu de type Gisclard, 1912-1914[2], classé monument historique mais fermé à la circulation ;
- Pont-canal du Cacor - Moissac - XIXe siècle[3] ;
- Pont Vieux - Montauban - XIVe siècle[4], classé monument historique en 1911 ;
- Pont Neuf - Montauban - 1913[5].

Autres ponts :
- Pont - Barry-d'Islemade - XIXe siècle
- Pont de Lairole - Belvèze - XVIIIe siècle
- Pont de Chemin de Fer - Castelsarrasin - XIXe siècle ; XXe siècle
- Ponts - Lafrançaise - XVIIIe siècle ; XIXe siècle
- Pont - Moissac - XVIIIe siècle
- Pont - Montaigu-de-Quercy - XIXe siècle
- Pont - Montesquieu - XIXe siècle
- Pont - Roquecor - XIXe siècle
- Pont de Ramond - Saint-Amans-de-Pellagal - XIXe siècle
- Ponts - Saint-Antonin-Noble-Val - XVIIe siècle
- Pont - Saint-Paul-d'Espis - XIXe siècle
- Ponts - Touffailles - XVIIIe siècle ; XIXe siècle
- Pont - Valeilles - XIXe siècle

## Sources
Base de données Mérimée du Ministère de la Culture et de la Communication.